# Port lotniczy Garoua
Port lotniczy Garoua – międzynarodowy port lotniczy w Garoua. 

## Linie lotnicze i połączenia
| Linia Lotnicza | Kierunek            |
| -------------- | ------------------- |
| Camair-Co      | 1. Douala 2. Jaunde |